# Éparchie de Buenos Aires et d'Amérique centrale et du sud
L'éparchie de Buenos Aires et d'Amérique centrale et du sud (en serbe cyrillique : Епархија буеносајреска и јужно-централноамеричка ; en serbe latin : Eparhija buenosajreska i južno-centralnoamerička) est une éparchie, c'est-à-dire une circonscription de l'Église orthodoxe serbe. Située en Amérique centrale et en Amérique du Sud, elle a son siège à Buenos Aires et, en 2016, elle est administrée à titre provisoire par le métropolite du Monténégro et du littoral Amfilohije.

## Histoire
L'éparchie a été formée le 26 mai 2011 à la suite d'une décision du synode de l'Église orthodoxe serbe ; sa tête a été placée en tant qu'administrateur le métropolite Amfilohije (Radović), archevêque de Cetinje, chargé de la Métropole du Monténégro et du littoral,,.
Le 13 octobre 2012, à Buenos Aires, s'est tenue la première session du Conseil d'administration diocésain de l'éparchie sous la présidence du métropolite Amfilohije.

## Paroisses
L'éparchie de Buenos Aires administre 17 paroisses, en Argentine, au Brésil, au Chili, en Équateur, au Pérou, en République dominicaine et au Venezuela. La cathédrale, dédiée à la Nativité de la Mère de Dieu, se trouve à Buenos Aires.

### Argentine
- Buenos Aires
  - cathédrale de la Nativité-de-la-Mère-de-Dieu
  - église Saint-Sava
- Machagai : paroisse Saint-Nicolas
- Venado Tuerto : paroisse Saint-Michel
- General Juan Madariaga : paroisse Saint-Pierre-de-Cetinje
- La Plata : paroisse Saint-Georges

### Brésil
- Pernambouc : paroisse de la Dormition-de-la-Mère-de-Dieu
- Aldeia : paroisse de la Sainte-Trinité
- Caruaru : paroisse Saint-Jean-Chrysostome
- Belo Jardim paroisse Saint-Antoine-le-Grand
- Campinas (São Paulo) : paroisse missionnaire Saint-Pierre-et-Saint-Paul

### Chili
- Santiago : paroisse Saint-Nicolas de Žiča

### Équateur
- Guayaquil : paroisse missionnaire de l'Annonciation-de-la-Mère-de-Dieu

### Pérou
- Lima : paroisse missionnaire de la Transfiguration

### République dominicaine
- Bavaro : paroisse missionnaire de la Transfiguration

### Venezuela
- Caracas : paroisse Saint-Georges
- Maracay : paroisse Saint-Jean-Baptiste

## Monastère
L'éparchie compte deux monastères :
- La Plata : monastère Séraphin de Sarov ;
- Aldeia : monastère de la Sainte-Trinité.